# Малатеста, Малатеста IV
Малатеста IV Малатеста (итал. Malatesta IV Malatesta), Малатеста деи Сонетти (Malatesta dei Sonetti; 1370, Пезаро — 19 декабря 1429) — итальянский кондотьер, сеньор Пезаро, Фоссомброне, Градары, Джези и Нарни.  Покровитель искусств, автор нескольких поэм. Прозвище «Малатеста деи Сонетти» — Малатеста сонетов — от любви к литературе и изящным искусствам.

## Биография
Единственный сын Пандольфо II Малатеста и его второй жены Паолы Орсини. С 1385 года сеньор Пезаро (наследовал Галеотто Малатеста - дяде отца).
Служил по кондотте папе Урбану VI против антипапы Клемента VII и Венеции против миланских Висконти.
С 1394 года служил антипапе Бенедикту XIII против папы Бонифация VIII, получив под свой контроль Нарни и Орте, которыми правил в качестве подеста. Позднее помирился с Бонифацием.
В 1404 года возглавил венецианское 20-тысячное войско в войне против падуанских Каррара, но потерпел поражение.
С 1409 по 1412 год на службе у антипапы Александра V, вместе с флорентийцами воевал в Тоскане с Владиславом Неаполитанским.
В 1424 году закончил свою военную карьеру и поселился в Градаре.

## Семья
Жена — Элизабетта да Варано, дочь Родольфо II да Варано. Дети:
- Галеаццо (1385—1452)
- Карло (1390—1438)
- Галеотто (1398—1414)
- Паола (1393—1449), жена маркиза Мантуи Джанфранческо I Гонзага
- Пандольфо (1390—1441)
- Клеофа (ум. 1433), жена деспота Мореи Фёдора Палеолога
- Таддеа (УМ. 1427).